# Huaylas (provincie)
| Steagul capitalei                                      |                                |
| Harta localizării provinciei în cadrul regiunii Ancash |                                |
| Informații generale                                    |                                |
| Nume nativ                                             | Provincia de Huaylas           |
| Țară                                                   | Peru                           |
| Regiune                                                | Ancash                         |
| Primar                                                 | Fidel Broncano (2007-2010)     |
| - Capitală                                             | Caraz                          |
| - Suprafață totală                                     | 2293 km2                       |
| - Districte                                            | 10                             |
| Populație                                              |                                |
| An recensământ                                         | 2005                           |
| - Totală                                               | 53 729                         |
| - Densitate                                            | 23,43/km2                      |
| Fus orar                                               | UTC-5                          |
| Sit web                                                | http://www.munihuaylas.gob.pe/ |
| UBIGEO                                                 | 0212                           |
| Modifică text                                          |                                |

Huaylas este una dintre cele douăzeci de provincii din regiunea Ancash din Peru. Capitala este orașul Caraz. Se învecinează cu provinciile Corongo, Sihuas, Pomabamba, Yungay și Santa.

## Diviziune teritorială

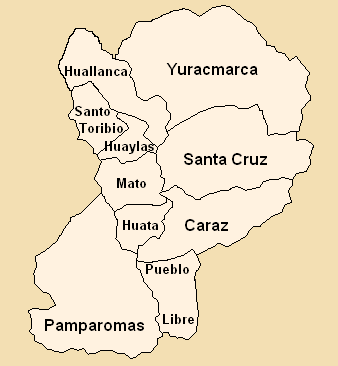
Hartă reprezentând districtele provinciei Huaylas

Provincia este divizată în 10 districte (spaniolă: distritos, singular: distrito):
- Caraz
- Huallanca
- Huata
- Huaylas
- Mato
- Pamparomás
- Pueblo Libre
- Santa Cruz
- Santo Toribio
- Yuracmarca

## Grupuri etnice
Provincia este locuită de către urmași ai populațiilor quechua. Quechua este limba care a fost învățată de către majoritatea populației (procent de 57,20%) în copilărie, iar 42,59% dintre locuitori au vorbit pentru prima dată spaniolă.